# Treize Poèmes (Jean Lescure)

Treize Poèmes est un recueil de poèmes écrit par Jean Lescure et paru en 1960.

## Présentation
Treize Poèmes, dont le titre complet, figurant sur la couverture, précise suivis de « La Marseillaise bretonne », est un recueil de 208 pages publié en 1960 et réédité en septembre 2014 par Gallimard. Il représente, entre 1948 et 1958, dix ans du travail littéraire de Jean Lescure dont il constitue le quatrième des ouvrages majeurs. Selon le prière d'insérer, chacun de ces poèmes a occupé l'auteur « pendant plusieurs mois, parfois plusieurs années » : « ils marquent la cohérence d'une poésie poursuivie comme un exercice de l'esprit appliqué à des possibilités diverses du langage que les circonstances ont offertes à l'auteur ».

## Composition
Ces poèmes, datés et réunis sous forme chronologique, ont pour titres :
- Les Falaises de Taormina (1948-1949), dédié à Paul Éluard
- D'une pierre deux soleils (1948-1949), dédié à Roger Chastel
- Apologie de l'aveugle (1949), dédié à André Frénaud
- Figure ou la reconnaissance (1949), dédié à René Char
- L'Exil partout (1951), dédié à Georges-Emmanuel Clancier
- L'Œil oblique (1951), dédié à Jacques Duchateau
- Racines de sommeil (1949-1952), dédié à Gaston Bachelard
- Naxos (1951-1952)
- Une Rose de Vérone (1951-1953), dédié à Giuseppe Ungaretti
- Novembre (1952-1953)
- La Seine au Pont-Royal (1953-1954), dédié à Léon Gischia
- Demain sans visage (1957), dédié à Max-Pol Fouchet
- L'Art poétique (1956-1958), dédié à Jean Coulot
- 'La Marseillaise bretonne, chansons de marins mystiques pour l'équinoxe, dédié à Raymond Queneau
- Petit supplément géographique à l'usage de marins sûrs.

Plusieurs de ces poèmes avaient préalablement fait l'objet de publications bibliophiliques, accompagnés de gravures de peintres de la nouvelle École de Paris que Jean Lescure avait rencontrés à partir de 1937, accompagnant leur travail de préfaces et articles en revues :
- Les Falaises de Taormina, avec des gravures gouachées de Raoul Ubac, Limoges, Rougerie, 1949
- Apologie de l’aveugle, dans À la gloire de la main avec une aquatinte de Fiorini (Rhamsa), Paris, Librairie Auguste Blaizot, 1949
- Une Rose de Vérone, avec trois eaux-fortes de Fiorini, Paris, 1953.

Des extraits de La Marseillaise bretonne, chansons de marins mystiques pour l'équinoxe et du Petit supplément géographique à l'usage de marins sûrs étaient parus en revues, Poésie 42 de Pierre Seghers (n° 4, Paris, juillet-septembre 1942) et Messages, Paris, 1946.
Figure ou la reconnaissance avait été publié dans Carré Rouge (n° 1, Lausanne, octobre 1957), Demain sans visage dans Mercure de France (n° 1149, Paris, mai 1959) et Naxos dans Carré rouge (n° 12, Lausanne novembre 1959). 
Un extrait de Demain sans visage figure sous le titre Aux poètes hongrois dans Hommage des poètes français aux poètes hongrois, Paris, Seghers, 1957.  

## Analyse
Le prière d'insérer, écrit par l'auteur, observe qu'il « reste fidèle aux écrivains qui s'étaient réunis pour faire la revue Messages. Les dédicaces de ces poèmes marquent cette fidélité. De Bachelard à Frénaud et à Queneau, on trouvera ici des amitiés qui composent un univers mental, une espèce d'imagination. Quelques peintres y jouent un grand rôle. »

## Historique
Selon Jean Lescure, l'initiative de la publication revient à Raymond Queneau qui lui propose de faire « le tomr I de [ses] œuvres complètes ». Queneau écarte huit poèmes, tous consacrés à des peintres, Chastel, Coulot, Fiorini, Gischia, Lapicque, Prassinos, Ubac, Villeri, qui feront l'objet en 1961 d'un autre recueil, Noires compagnes de mes murs. Il affirma « qu'il fallait adjoindre La Marseillaise bretonne, et même le Petit supplément pour marins sûrs, (...) petit clin d'œil à Michel Leiris. Où l'on pouvait lire quelques timides approximations de ce qu'allait devenir l'oulipisme ».